# Cordelia Gundolf
Cordelia Ottilie Gundolf (* 30. November 1917 in München; † 10. September 2008 in Benalla, Victoria, Australien) war eine der führenden Linguisten für Italienisch in Australien und eine Expertin für italienische Literatur, die eine Reihe von Arbeiten zu diesem Thema veröffentlichte und übersetzte.

## Leben und Wirken
Cordelia Gundolf war die außerehelich geborene Tochter des Dichters und Literaturwissenschaftlers Friedrich Gundolf und der Berliner Pianistin Agathe Mallachow (geschiedene Closson, 1884–1983) sowie das Patenkind des Malers Melchior Lechter, der mit ihrer Mutter befreundet war. Ihr Vater adoptierte sie erst kurz vor seiner Heirat mit Elisabeth Salomon im November 1926. Gundolfs Großvater väterlicherseits war der jüdische Mathematiker Sigmund Gundelfinger, ihr Großvater mütterlicherseits war ebenfalls Jude.
Gundolf wuchs mehrsprachig auf. Bereits in der Kindheit lernte sie Englisch, Französisch und Italienisch, später kamen Latein, Altgriechisch, Griechisch und Spanisch hinzu. Ihre erste Arbeit, die Tagebuchaufzeichnungen Myrtles and mice. Leaves from the Italian diary of Cordelia Gundolf wurde 1935 veröffentlicht.
Nach der Machtergreifung durch die Nationalsozialisten flüchtete sie mit ihrer Mutter – ihr Vater war bereits 1931 verstorben – auf den Rat Albert Einsteins hin, der ein Freund der Familie war, zunächst nach Capri und später nach Rom. Im Jahr 1944 heiratete sie in Rom Fred Manor (geboren 1911 in Prag als Bedrich Simha Mandelik). Aus dieser Ehe gingen zwei Töchter hervor, die 1947 und 1951 in Rom geboren wurden. Nach Ende des Zweiten Weltkriegs arbeitete sie bei den Alliierten als Übersetzerin.
Gundolf wurde an der Universität La Sapienza in Rom promoviert. In ihrer Dissertation befasste sie sich mit einem Thema über die Deutschen im Neapel des 18. Jahrhunderts.
Nach der Scheidung ihrer Ehe bewarb sich Gundolf 1960 um eine Stelle als Dozentin für Italienische Sprache an der Universität Melbourne und übersiedelte mit ihren Kindern und ihrer Mutter nach Australien. Ihre folgende Lehrtätigkeit an dieser Universität zählte zu den ersten Italienisch-Lehrveranstaltungen in Australien. Sie wurde später Leiterin des Fachbereichs.
Neben ihrer Lehrtätigkeit publizierte sie außerdem wissenschaftliche Artikel und übersetzte Bücher vom Englischen und Deutschen ins Italienische, darunter Die Entstehung des Historismus von Friedrich Meinecke und eine Biografie über Konrad Adenauer. Ihr Hauptinteresse galt der italienischen Literatur, wozu sie zahlreiche Werke veröffentlichte.
Cordelia Gundolf starb am 10. September 2008 im Alter von 90 Jahren in ihrer Wahlheimat Benalla im Südosten Australiens.